# Пемпек
Пемпек, рідше емпек (індонез. pempek, empek) - національна страва Індонезії. Являє собою фрикадельки особливого типу, виготовлені з риби і сагового борошна, іноді з деякими добавками. Готуються, як правило, у фритюрі.Страва користується особливою популярністю на Суматрі, зокрема, в Палембанзі, де є традиційним кулінарним специалітетом. Має деяке поширення за межами Індонезії.

## Походження і поширення
Батьківщиною пемпеку традиційно вважається південносуматрське місто Палембанг, хоча іноді цю прерогативу оскаржують мешканці міста Джамбі, розташованого на східному узбережжі Суматри . Історія його появи достовірно не встановлена. Найбільш поширеною є гіпотеза про китайське походження пемпеку. Згідно з переказами, популярному серед мешканців Палембангц, ця страва була перейнята місцевим населенням в XVII столітті від китайських переселенців і в короткий термін вкоренилася тут завдяки тому, що забезпечувала більш тривале зберігання приготованої риби - одного з основних продуктів харчування в південній частині Суматри, ніж звичайні смаження або варіння. Назва «пемпек» при цьому трактується як спотворення якогось китайського слова, імовірно, звернення до торговця-рознощика: слово «емпек» (індонез. empek - «батько» , малай. empek - «батько, дідусь» ) до теперішнього часу поширене серед індонезійських і малайзійських китайців як ввічливе звернення до літньої людини .
Саме в Палембанзі і прилеглих до нього районах Південної Суматри, а також на прилеглих островах Банка і Белітунг пемпек традиційно користується особливою популярністю. Згодом він отримав більш широке поширення - на всій Суматрі, Яві і в деяких інших регіонах Індонезії, однак там часто сприймається не як місцеву, а як південносуматрську страву .

## Різновиди і приготування

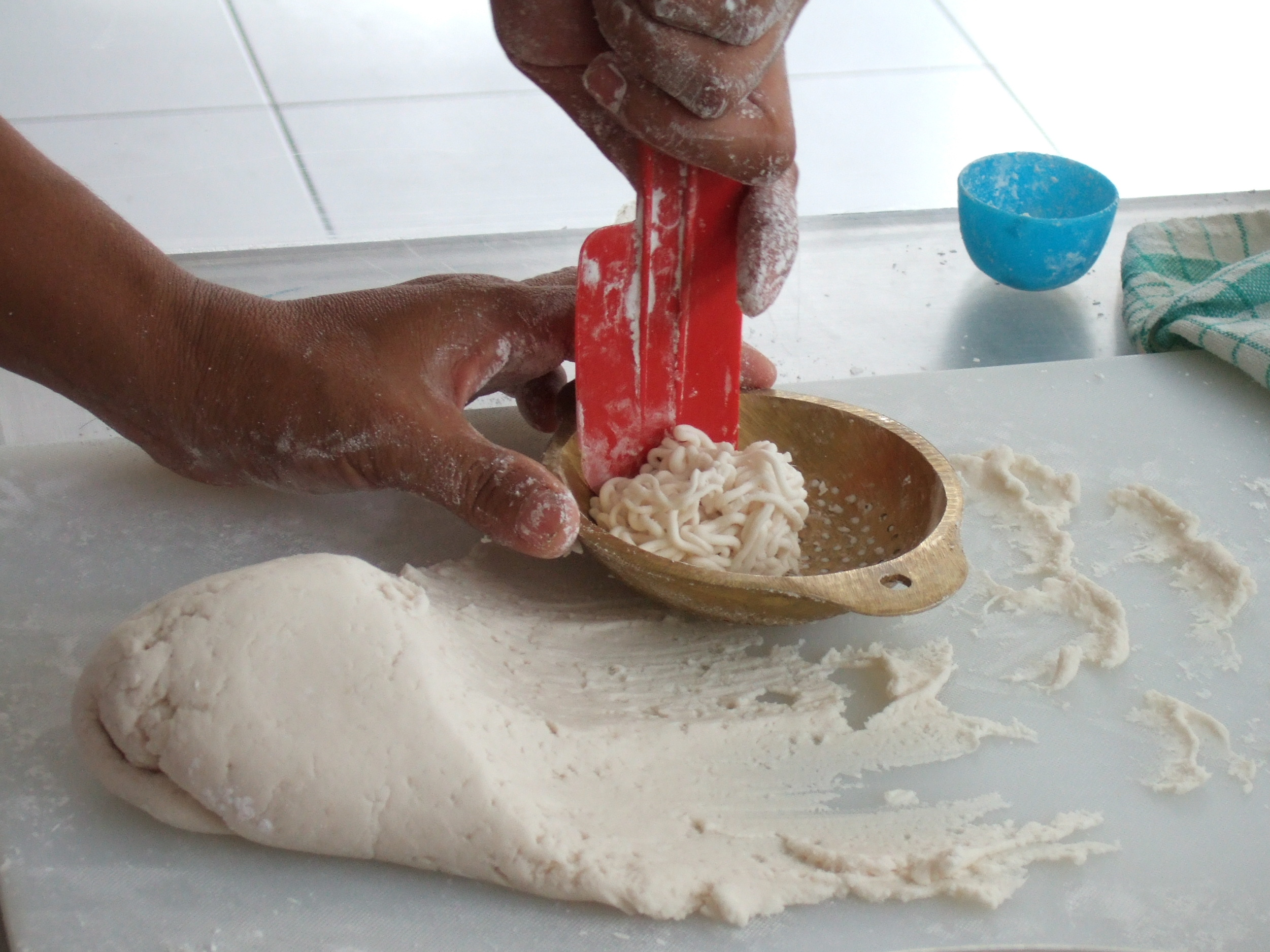
Приготування фаршу для пемпеку

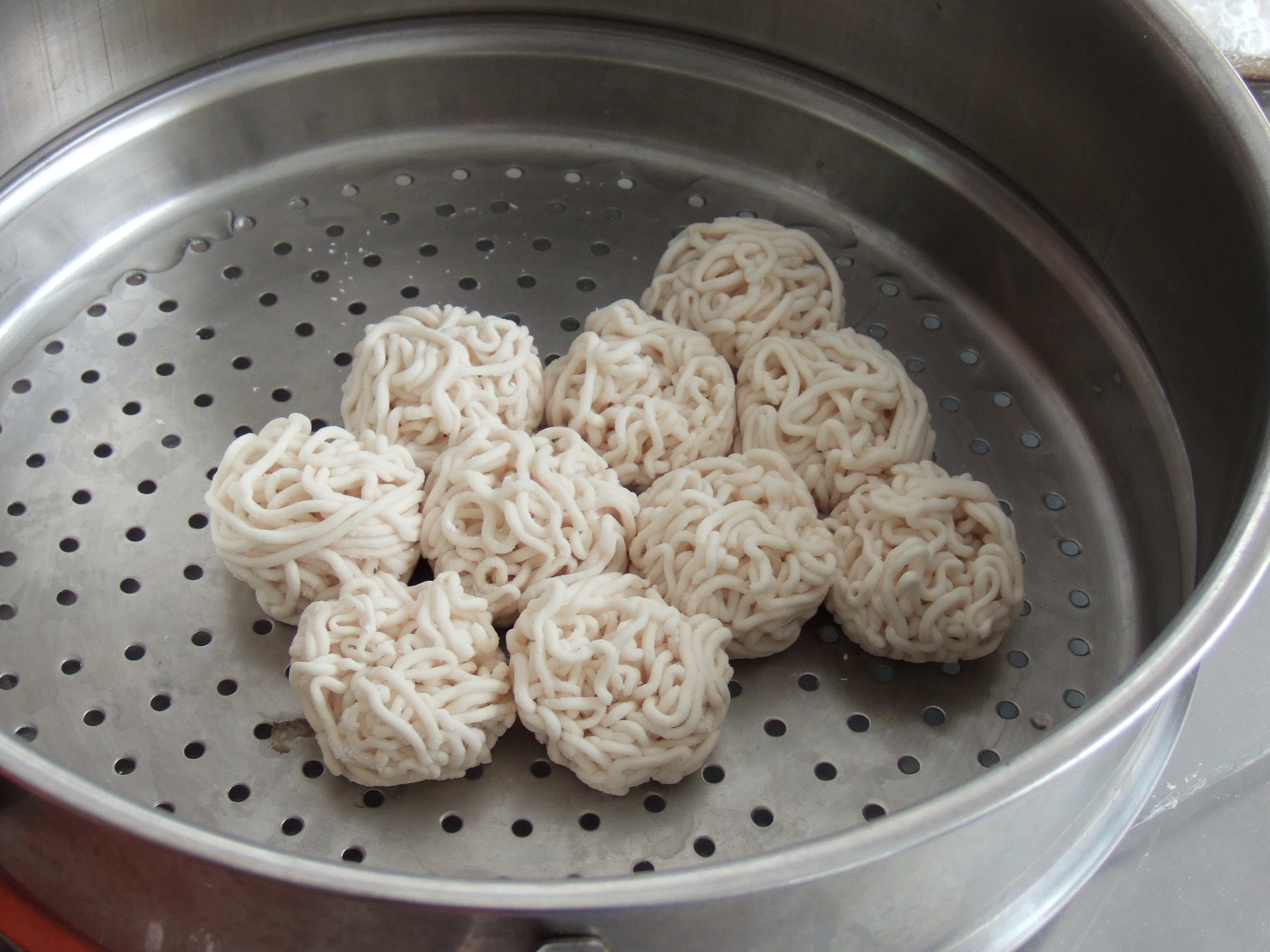
Пемпек-критінг - «кучерявий пемпек»

Пемпек може готуватися практично з будь-яких видів риби. Найчастіше використовується морська, з урахуванням її значно більшого поширення на місцевому ринку продуктів харчування. Найпопулярніші в цій якості види сімейств скумбрієвих і змієголові. Разом з тим, на батьківщині пемпека, в Палембанзі, в рівній мірі популярний і пемпек з річкової риби. Часто практикується змішання риби різних видів - особливо при приготуванні пемпеку на підприємствах ресторанного господарства чи базарними рознощиками.
Обезголовлена і очищена від кісток риба переробляється у фарш. Іноді перед перемелюванням очищену рибу витримують якийсь час у солоній воді. Існує рецепт, який передбачає збереження на рибі шкіри або навіть додавання до вихідних продуктів додаткової риб'ячої шкіри - «пемпек-куліт» (індонез. pempek kulit, буквально «шкіряний пемпек» ): в цьому випадку готова страва набуває сильного специфічного запаху і має значно більш темний колір.
У фарш додається вода і засипається значна кількість борошна - як правило, сагового, рідше тапіокового. Зазвичай обсяг борошна можна порівняти з об'ємом риби. В результаті фарш виходить не дуже густим і в'язким, що відрізняє пемпек від іншої популярної індонезійської страви - баксо, виготовленого з особливого дрібного фаршу (як рибного, так і м'ясного) з додаванням дуже невеликої кількості борошна і яка здобуває в готовому вигляді дуже щільну і тугу консистенцію.
З приправленого сіллю і чорним перцем фаршу ліплять фрикадельки масою, як правило, близько 100 грамів. Найчастіше їм надається кругла або злегка довгаста форма, проте можливі й інші варіації. Так, на острові Банку прийнято готувати пемпек в формі циліндриків, приплющених з боків, а в Палембанзі поряд з круглими готують фрикадельки неправильної форми, що нагадують вареники, або ж виліплені з фаршу довгі тонкі ковбаски - «пемпек-ленджер» (індонез. pempek lenjer).
Незалежно від форми, фрикадельки зазвичай обсмажуються на сильному вогні у великій кількості олії   . Деякі різновиди пемпеку перед смаженням короткий час проварюють. Це відноситься, зокрема, до «пемпек-критінг» (індонез. pempek keriting, буквально «кучерявий пемпек»), фарш для якого пропускається через друшляк і формується в своєрідні клубки . Іноді кулінарна обробка взагалі обмежується варінням у воді або кокосовому молоці, або приготуванням на пару.

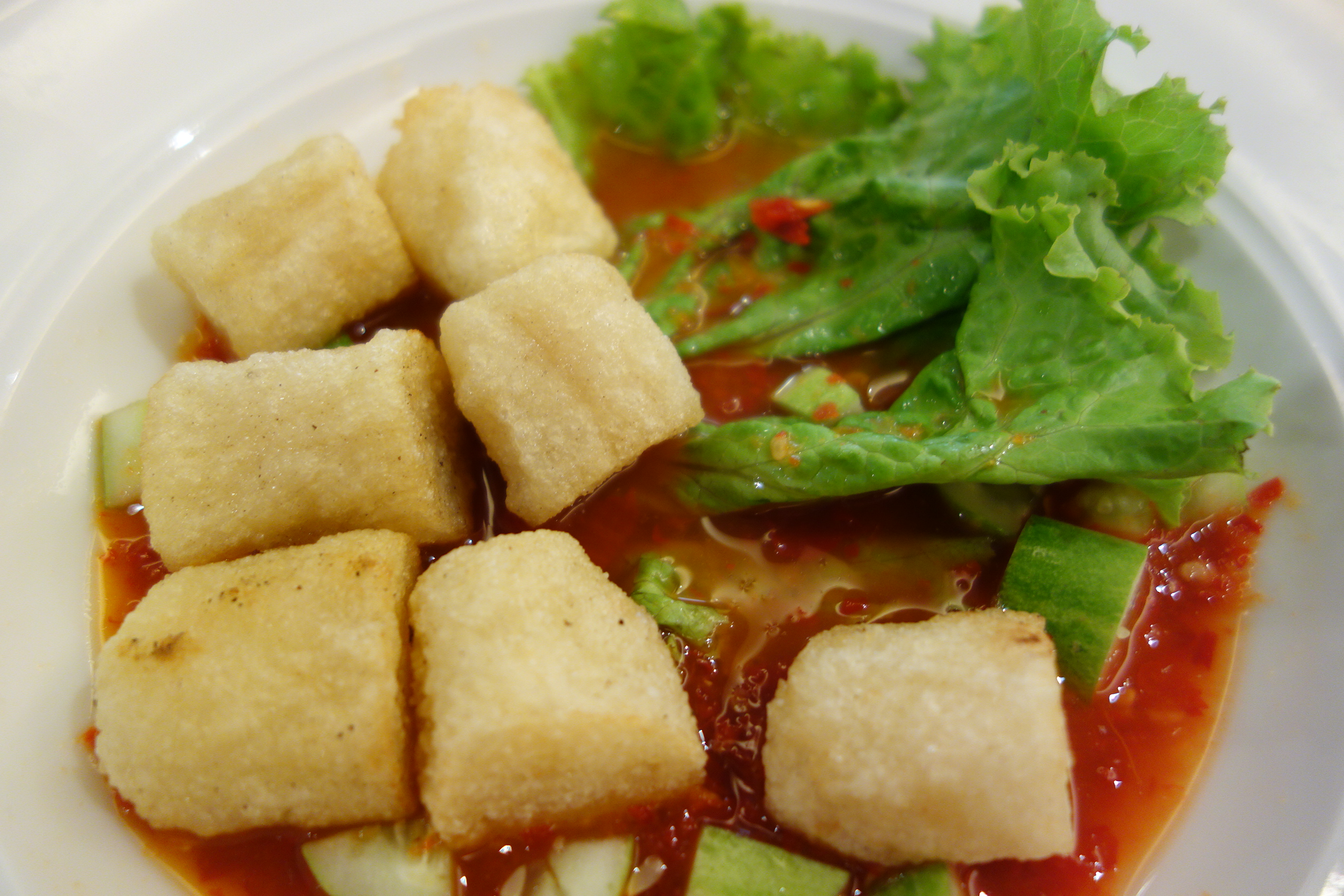
Пемпек в кисло-солодкому соусі по рецепту з острова Банка

Досить популярний фарширований пемпек. Найчастіше начинкою служать яйця - курячі, качині або перепелині, які у збитому стані заливаються всередину фрикадельки або, рідше, закладаються туди у вареному вигляді. Цей різновид страви широко відомий у сучасній Індонезії під назвою «підводний човен» (індонез. pempek kapal selam). Рідше для начинки використовуються шматочки тофу - «пемпек-таху», «пемпек-модел» (індонез. pempek tahu, pempek model) або рубана папая - «пемпек-пістел» (індонез. pempek pistel ).

## Продаж і споживання
Пемпек може подаватися окремо, як закуски, або як основну страву з різними гарнірами: рисом, локшиною, овочами. Іноді смажені фрикадельки кладуть в супи. У Палембанзі і більшості інших місцевостей до пемпеку подається традиційно соус на оцетній основі, що має безліч варіацій - практично завжди з додаванням цукру, часто цибулі, перцю, імбиру та інших спецій. На острові Банка фрикадельки прийнято подавати з кисло-солодким соусом, виготовленим з бобів і червоного перцю. Пемпек, поданий окремо, зазвичай заливається соусом прямо в мисці. Також поширеною приправою до пемпеку служать сушені креветки і дрібно нарізані мочені огірки .
На Суматрі Пемпек і страви з них зазвичай присутні в меню підприємств громадського харчування, а також повсюдно продаються вуличними рознощиками. У другій половині XX століття кафе і ресторани, які спеціалізуються на пемпеці, з'явилися в країнах, в яких сформувалися значні громади вихідців з Суматри: перш за все, в суміжних з Індонезією Малайзії і Сінгапурі, а також у Нідерландах, колишній метрополії Індонезії .